# Commanderie de Verrières
La commanderie de Verrières est une commanderie hospitalière située dans le département de la Loire à environ 30 km au nord de Montbrison, sur la commune de Saint-Germain-Laval.
La chapelle est classée monument historique depuis 1911. 
La maison qui la jouxte a appartenu au photographe Félix Thiollier, qui a pris de nombreuses photos dans la région.

## Membres et annexes
Outre les possessions directes de la commanderie constituées de fiefs, terres, dîmes et rentes, le commandeur de Verrières administrait également des membres et annexes, certains étant eux-mêmes d'anciennes commanderies,:
- La Sauveté et Saint-Martin, commune de Saint-Martin-la-Sauveté
  - Au XVIIe siècle, ce membre consistait en « La Sauveté : église de St-Martin, ruines du château, dîmes, rentes, justice. »[4]
- Le Pizay, commune de Cezay[N 1]
  - 1614/15 : « Métairie du Pisey : maison, grange, étables, jardin, terres, bois »[4] ; 1789 : « Membre de Pizay : maison, grange, étables, domaine de prés et terres, terre des Dareizes, aux Thioleys, bois, pinée en plantation »[5]
- Le Temple de Roanne, commune de Saint-Romain-la-Motte
  - « St-Jean-du-Temple-lès-Roanne : chapelle, maison, terres, prés, bois, vigne, rentes »[4] ; 1789 : « chapelle, maison, étables, grange, près de Marganne, de La Rulière, de Chalumet, de La Chapelle, Bollard, du Pâquier des Bœufs, étang, bois ».
- Sals, commune de Saint-André-d'Apchon ?[N 2]

## Liste des commandeurs
La liste des commandeurs ci-dessous a été établie par Vincent Durand (archéologue) à la fin du XIXe siècle.
- Frère Guillaume Audebert, (1287)
- Fr. Antoine Pont., (1292)
- Fr. Girin de Roussillon, (1318-1326, 1332)
  - Commandeur de Chazelles, (1335)
- Fr. Artaud de Saint-Romain, (1329)
- Fr. Girard de Montaigu, (1345)
- Fr. Bigot de Solages (1368, 1395) / Viget de Solengue (1382, 1412)
- Fr. Antoine du Vernet dit Porus, (1396, 1415)
  - Commandeur de Chazelles, (1403-1404)
- Fr. Claude de la Jasse, (1419)
- Fr. Antoine de Montcupt, (1432)
- Dauphin de La Marche, (1458)
- Fr. Edouard du Puy, (1458)
- Fr. Jean Lavre, (1505-1513)
- Fr. Jean d'Iserant, (1518-1521)
- Fr. Jacques Mitte de Chevrières, (1523-1525)
  - Commandeur de Chazelles et de Verrières
- Fr. Jean de Vallin, (1530-1537)
- Fr. Albert de Faucon, (1544-1546)
- Fr. Hugues de Nagu-Varennes, (1555)
- Fr. Charles de Thianges, (1558-1559)
- Fr. François Philip de Saint-Viance, (1587-1592)
- Just de Bron de la Liègue, (1600-1613)
- François du Bost de Codignat, (1614-1637)
- Anne de Chaste de Gessan, (1657)
  - Grand-maître de l'ordre, (1660) [N 3]
- Charles de Fay de Gerlande, (1662-1666)
- Jacques de Cordon d'Evieu, (1667-1679)
- François de Bocsozel de Montgontier, (1684-1693)
- Hector de Saint-Georges, (1698-1699)
- Gilbert de Fougères du Cluzeau, (1712-1713)
- François Foucault de Beaupoil de Saint-Aulaire, (1718-1730)
- Claude Aubery de Vatan, (1737)
- Jean-Philibert de la Tour-Maubourg, (1739-1758)
- François-Léonard d'Ussel de Châteauvert, (1761-1764)
- Jean-Alexis de Boislinard de Margou (1766-1785)
- Claude-Marie de Sainte-Colombe l'Aubépin / Jean-Hyacinthe d'Ussel de Châteauvert , (1789)